# حزقيال فيدال
حزقيال فيدال (بالإسبانية: Ezequiel Vidal)‏ هو لاعب كرة قدم أرجنتيني في مركز الهجوم، ولد في 18 أغسطس 1987 في بوينس آيرس في الأرجنتين. لعب مع UAI Urquiza ‏.

## وصلات خارجية
- حزقيال فيدال على موقع قاعدة بيانات كرة القدم.إي يو (الإنجليزية)
- حزقيال فيدال على موقع Soccerway.com (الإنجليزية)